# Ź

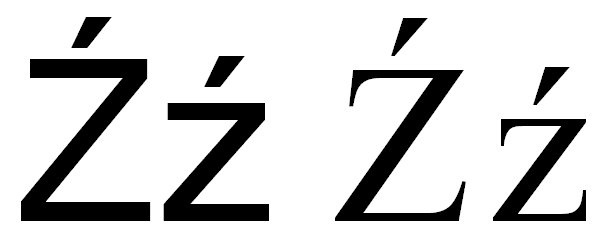
Ź

La z con acento agudo (Ź, minúscula: ź) es una letra del alfabeto latino formada a partir de una Z con la adición de un acento agudo. Se utiliza de forma notoria en el alfabeto polaco y en el montenegrino, además de en muchos otros.

## Uso
Se utiliza en numerosos idiomas:
- Lenguas eslavas : generalmente la forma palatalizada de /z/

- Idioma polaco - [ʑ] (fricativa alveolo-palatal sonora)
- Idioma montenegrino - alternativa al dígrafo "zj"
- Alfabeto łacinka bielorruso - para зь / zʲ /
- Idioma bajo sorabo - [ʑ]

- En la romanización del pastún, se utiliza para representar la africada alveolar sonora (d͡z).
- En el alfabeto emiliano-romañol, se utiliza para representar la fricativa dental sonora [ð]. Según el dialecto, la pronunciación puede ser [ðz] o bajo influencia italiana, [dz], pero la pronunciación más común es [ð].
- En el idioma germánico occidental villamoviciano
- En el idioma dravídico septentrional brahui

## Codificación digital
En Unicode, la mayúscula Ź está codificada en U+0179 y la minúscula ź está codificada en U+017A.
| Carácter      | Ź                                 | Ź                                 | ź                               | ź                               |
| ------------- | --------------------------------- | --------------------------------- | ------------------------------- | ------------------------------- |
| Unicode       | LATIN CAPITAL LETTER Z WITH ACUTE | LATIN CAPITAL LETTER Z WITH ACUTE | LATIN SMALL LETTER Z WITH ACUTE | LATIN SMALL LETTER Z WITH ACUTE |
| Codificación  | decimal                           | hex                               | decimal                         | hex                             |
| Unicode       | 377                               | U+0179                            | 378                             | U+017A                          |
| UTF-8         | 197 185                           | C5 B9                             | 197 186                         | C5 BA                           |
| Ref. numérica | &#377;                            | &#x179;                           | &#378;                          | &#x17A;                         |

 
Los códigos HTML son:
- & # 377; para Ź (mayúsculas)
- & # 378; para ź (minúsculas)